# Paraliturgia
La paraliturgia es un acto o ceremonia religiosa no litúrgica, sin  tener parámetro estándar a seguir para su ejecución. Se acostumbra a celebrar como introducción a otra ceremonia más importante, es decir, puede preceder a la liturgia como acto principal.
Quienes participan pueden hacerlo de modo presencial. Pueden realizarla los fieles laicos o algún ministro ordenado (sacerdote o pastor).